# Eduardo Angeloz
Eduardo César Angeloz (Río Tercero, 18 de octubre de 1931 - Córdoba, 23 de agosto de 2017) fue un abogado y político argentino perteneciente a la Unión Cívica Radical. Fue gobernador de la provincia de Córdoba desde 1983 hasta 1995 y candidato a presidente de la Nación Argentina en las elecciones de 1989.

## Biografía

### Comienzos
Eduardo César Angeloz nació en Río Tercero el 18 de octubre de 1931. Se graduó como abogado en la Universidad Nacional de Córdoba. Contrajo matrimonio con Martha Marín, con quien tuvo tres hijos: Eduardo, Carlos y María Marta. De sus tres hijos solo Eduardo Angeloz (hijo) se dedicó a la política, fue secretario general de la ciudad de Córdoba (1991-1995) y concejal de la ciudad (1995-1999), ambos cargos durante la intendencia de Rubén Martí.En 1953 obtuvo su primer cargo partidario en la Unión Cívica Radical en Córdoba. En 1955 fue designado presidente del Comité de la Juventud de la UCR. En 1963 fue elegido senador provincial en representación del Departamento Capital, presidiendo el bloque de senadores radicales en la legislatura de la provincia de Córdoba.
Desde 1972 hasta 1982 ocupó la presidencia del Comité Central de su partido en Córdoba. 
En 1976 conspiró contra el gobierno constitucional y apoyó el golpe de Estado. Catorce días antes del golpe militar, el entonces senador Angeloz decía: «Debo confesar que en el día de hoy he golpeado las puertas [...] de la Policía Federal, la de algunos hombres del Ejército. Y el silencio es toda la respuesta que he encontrado». Durante el gobierno militar se desempeñó como funcionario de la Organización de Estados Americanos (OEA). En 1980 declaró que "el radicalismo no está apresurado por las elecciones". Durante la dictadura se formaron en Córdoba grupos policiales conocidos como patotas que se encargaban de secuestrar personas marcadas. La más famosa fue la llamada D-2. Este grupo era encabezado por Ángel Telleldín y los hermanos Yanicelli. Carlos y Raúl Yanicelli, oriundos de Cruz del Eje, fueron denunciados por la Conadep en el año 1984 y llegaron a ser procesados, quedando, los hermanos Yanicelli, fueron ascendidos durante gobiernos radicales dentro de la policía provincial, siendo nombrado Jefe de la policía por Angeloz. Raúl Yanicelli recién seria fue destituido en 1993, como jefe de Drogas Peligrosas por venta de estupefacientes. Angeloz señala que el golpe del 76 lo encontró en Capital Federal, unos días después llegó a Córdoba y desde el aeropuerto se dirigió directamente al Tercer Cuerpo del Ejército a entrevistarse con Luciano Benjamín Menéndez, Angeloz fue señalado por testigos de mantener reuniones con el propio Menéndez.

### Gobernador de la provincia de Córdoba (1983-1991)
En las elecciones del 30 de octubre de 1983 fue elegido Gobernador de Córdoba con el 55,84 % de los votos frente al candidato peronista Raúl Bercovich Rodríguez. De tendencia liberal fue asesorado por economistas de esa escuela, como Adolfo Sturzenegger y Ricardo López Murphy. Una de sus ideas más famosas fue la del "lápiz rojo" que señalaba las áreas deficitarias del estado.
El 20 de junio de 1986 inauguró formalmente la estatua ecuestre al General Manuel Belgrano localizada en un altozano anexo al Parque Sarmiento en la capital cordobesa.
En 1987 impulsó la reforma de la Constitución provincial, con el objetivo de introducir la reelección del gobernador y modificó el régimen municipal.
En enero de 1984 implementó el Programa de Asistencia Integral de Córdoba (PAICor), que brinda asistencia alimentaria a niños y jóvenes en situación de pobreza. El programa continua en vigencia en la provincia en la actualidad y desde 2017 fue rebautizado como "Programa PAICOR Gobernador Eduardo César Angeloz".
El 6 de septiembre de 1987 fue reelegido gobernador, derrotando al candidato del Frente Justicialista de la Renovación, José Manuel de la Sota; en una de las votaciones más reñidas de la historia de Córdoba. Para Angeloz el hecho de sobrevivir a la marea electoral peronista de ese año, en medio de una crisis hiperinflacionaria en el país, lo posicionaba en la lista de posibles presidenciables de la UCR para 1989. 
En 1991 mediante una interpretación forzada de la reforma constitucional, que se había realizado durante su propio mandato, se le habilitó un tercer mandato. En 1991, se postuló para un tercer mandato como gobernador.
En 1996 el Senado de la Nación lo despojó de sus fueros como senador tras su pedido de desafuero, el voto fue casi unánime de todas las bancadas menos la radical que cerró filas para proteger a Angeloz. Simultáneamente al juicio por enriquecimiento ilícito contra Angeloz, se juzgaban millonarios casos de corrupción que involucraban a la plana del radicalismo y a los presidentes de los dos bancos oficiales de Córdoba durante su gobernación: José Walter Dorflinger y el mismo Pompas, además de a otra docena de exfuncionarios angelocistas.

### Candidato a presidente de Argentina (1989)
En 1988 es elegido candidato a presidente por la UCR, derrotando en elecciones internas al senador Luis León, de Chaco. Su compañero de fórmula fue a su vez  el candidato a  gobernador de Buenos Aires, Juan Manuel Casella.
Su imagen fue insuficiente para revertir el desprestigio de la presidencia de Raúl Alfonsín, incapaz de resolver el problema de la hiperinflación que vivía el país. Defendió privatizar empresas estatales y habló de marcar con "lápiz rojo" aquellas áreas del sector público que generaban déficit. A pesar de haber hecho una campaña ruidosa, poco pudo hacer frente al clima de insatisfacción social que acabó arrojando al radicalismo fuera del poder. El 14 de mayo de 1989 fue derrotado por el gobernador de La Rioja, Carlos Saúl Menem.
De buenas relaciones con la cúpula militar que gobernó de facto la provincia, consiguió la ayuda de Benjamín Menéndez para que varias empresas automotrices y financieras financiaran la candidatura radical de 1983 en la provincia mediterránea.

### Gobernador de la provincia de Córdoba (1991-1995)

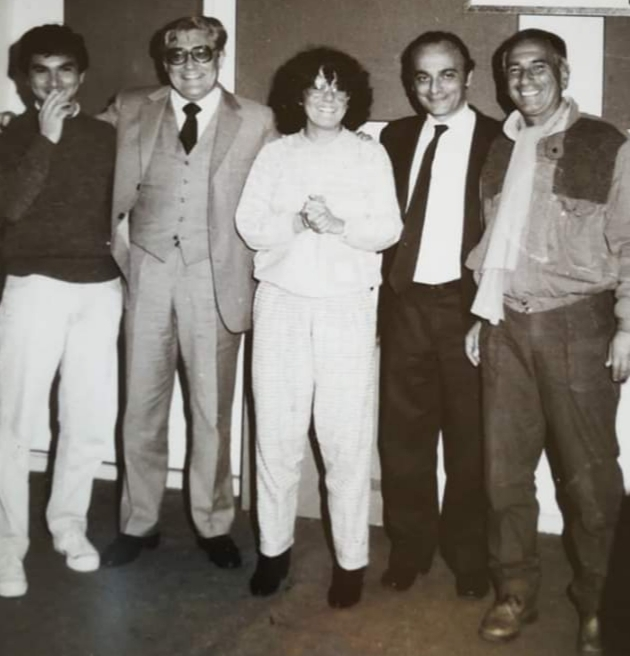
Angeloz visitando Radio Del Sur en Bahía Blanca durante la campaña presidencial de 1989.

Derrotado su proyecto presidencial, retornó como gobernador. En las elecciones de 1991 superó ampliamente al intendente de Córdoba, Ramón B. Mestre, en las elecciones internas del radicalismo. La campaña para las elecciones generales del 8 de septiembre de 1991 que empezó con ventaja para Angeloz, se volvió inesperadamente una competencia cerrada. Luego del desistimiento del político riocuartense Humberto Roggero, el peronismo cordobés presentó nuevamente la candidatura de José Manuel de la Sota, por entonces Embajador en Brasil, que fue derrotado nuevamente por Angeloz. 
Angeloz mantuvo cierta injerencia en la política nacional en un país agobiado por la inflación. A fin de contener los estallidos en las ciudades de Rosario y Mendoza, que se tradujeron en febrero de 1990 en asaltos a supermercados, y restablecer la paz social, le propuso un pacto social a Menem.Los fiscales habían pedido una pena de cinco años de prisión. Pero la Cámara Séptima del Crimen de Córdoba, el 7 de noviembre del 98, entendió que no había pruebas suficientes. Y Angeloz, que había sido suspendido en el Senado, en paralelo la justicia condeno José Manuel Pico, quien había sido presidente del Concejo Deliberante de la ciudad de Córdoba. Fue el primer caso de la historia argentina de una condena por enriquecimiento ilícito. Tras el fallo pico se escapó del país en junio de 1997 y estuvo 48 días oculto en Brasil.
El 6 de septiembre de 1991 había sido asesinado el exdecano de la Facultad Regional Córdoba de la Universidad Tecnológica Nacional (UTN), exsenador y directivo de Epec, Regino Maders. La abogada de la familia Maders denunció al ex vicegobernador y diputado nacional, Mario Negri, al fiscal general Miguel Ortiz Pellegrini por no haber dado curso a una denuncia pública sobre supuestos ilícitos en Epec (Empresa Provincial de Energía de Córdoba) y a Angeloz como supuesto autor intelectual del crimen. La Justicia desestimó la denuncia. En el caso de Negri, no hubo pruebas que lo vincularan al caso. Angeloz declaró en el juicio pero nunca fue imputado. En un primer juicio fue condenado Hugo Síntora por ser autor directo y en un segundo juicio fue imputado el exdiputado provincial radical Luis Medina Allende. En 2008 la justicia absolvió a Medina Allende.
Medina Allende afirmó que el  gobernador viajaba en aviones del empresario Alfredo Yabrán y que prestó 28 millones de dólares a la provincia en 1995 y que Héctor Colella fue asesor provincial y que su gobierno recibió préstamos de Yabrán y de viajar regularmente en aviones de la empresa de taxis aéreos Lanol del empresario.proceso contra Angeloz se inició en 1995. Se lo acusó de tener 14 testaferros y de haber hecho inversiones en departamentos, campos, bares, restaurantes, una carnicería y una radio. Una fortuna que, según la acusación, habría logrado mientras fue gobernador de Córdoba, entre 1983 y 1995
En 1992, Angeloz se propuso avanzar en la privatización de EPEC, intentando concesionar la explotación de las centrales de generación eléctrica de Capital y de Pilar, con la empresa CAT (Centro de Actividades Termomecánicas). Frente a la avanzada privatista, los trabajadores de Luz y Fuerza de Córdoba y de Villa María denunciaron públicamente las irregularidades en los pliegos de licitación.[cita requerida]
En las elecciones legislativas de 1993 apoya la lista de candidatos a diputados del radicalismo, encabezada Jorge "Nilo" Neder. La tercera administración consecutiva de Angeloz atravesaba una doble crisis, por un lado financiera y por otro por escándalos de corrupción interna. Antes de terminar su mandato, y en medio de agudas protestas sociales y conflictos gremiales, que incluyeron la quema de la tradicional Casa Radical, deja anticipadamente el gobierno en manos de Ramón B. Mestre el 12 de julio de 1995, quien había ganado la elección general en mayo de ese año. Culpó a su coprovinciano Domingo Cavallo.

### Senador nacional por la provincia de Córdoba (1995-2001)
En un acuerdo político con el peronismo, la Asamblea Legislativa de Córdoba lo elige senador nacional para el período 1995-2001. En 1995 fue elegido presidente de la Comisión de Acción Política de la UCR, acompañanando a Rodolfo Terragno quien asumió como presidente del Comité Nacional.

### Absolución en la denuncia por enriquecimiento ilícito
En 1996 fue denunciado por Marcelo Touriño por enriquecimiento ilícito, quien además solicitó que Angeloz perdiera sus fueros para poder ir a la cárcel. El 22 de febrero de 1996, el fiscal Carlos Ferrer promovió acción penal contra el exgobernador, sus dos hijos varones, su yerno, un grupo de allegados y exfuncionarios por presuntas irregularidades en el ejercicio de sus funciones públicas, en lo que se conoció popularmente como "Megaproceso del Banco Social". La fiscalía le atribuyó toda la ingeniería jurídica para sustraer fondos provinciales que terminó tras la investigación del fiscal y del juez en la imputación del exgobernador y de otras catorce personas. Durante el juicio recibió el apoyo del expresidente Raúl Alfonsín.
En 1996 el Senado de la Nación suspendió sus fueros como senador por 60 días tras su pedido de desafuero, el voto fue casi unánime de todas las bancadas menos la radical que consideraba que ese desafuero era innecesario pues no era necesario para que Angeloz fuera citado a declarar por el juez. Simultáneamente al juicio por enriquecimiento ilícito contra Angeloz, se juzgaban millonarios casos de corrupción que involucraban a la plana del radicalismo y a los presidentes de los dos bancos oficiales de Córdoba durante su gobernación: José Walter Dorflinger y el mismo Pompas, además de a otra docena de exfuncionarios angelocistas.
En 1998 la Cámara Séptima del Crimen resolvió la absolución de Angeloz y los otros 14 imputados en la causa por enriquecimiento ilícito.
Angeloz se retiró de la política en 2001.

### Fallecimiento
Eduardo Angeloz falleció el 23 de agosto de 2017 en el Instituto Modelo de Cardiología de la ciudad de Córdoba, días después de sufrir una fractura de cadera, de la que fue operado y se recuperó. Su estado general se complicó por una larga enfermedad que atravesaba desde hacía tiempo. Mantuvo reuniones partidarias y con candidatos antes de las últimas elecciones primarias en Argentina.

## Historial electoral

### Elecciones de gobernador de 1983
|  | 55.84 % |

|  | 39.22 % |

|  | 1.64 % |

|  | 1.16 % |

|  | 0.85 % |

|  | 0.57 % |

|  | 0.26 % |

|  | 0.25 % |

|  | 0.11 % |

|  | 0.09 % |

|  | 96.76 % |

|  | 2.96 % |

|  | 0.28 % |

|  | 100.00 % |

|  | 88.35 % |

### Elecciones de gobernador de 1987
|  | 49.09 % |

|  | 44.45 % |

|  | 2.46 % |

|  | 0.97 % |

|  | 0.72 % |

|  | 0.71 % |

|  | 0.70 % |

|  | 0.33 % |

|  | 0.30 % |

|  | 0.19 % |

|  | 0.09 % |

|  | 97.57 % |

|  | 2.14 % |

|  | 0.29 % |

|  | 100.00 % |

|  | 86.09 % |

### Elecciones presidenciales de Argentina de 1989

#### Elecciones primarias
|  | 88.64 % |

|  | 11.36 % |

|  | 100.00 % |

|  | 29.24 % |

|  | 70.76 % |

|                     |     | Angeloz/Casella (LC + MRC) | Angeloz/Casella (LC + MRC) | Angeloz/Casella (LC + MRC) | León/Yeregui (MAY) | León/Yeregui (MAY) | León/Yeregui (MAY) |
| Provincia           | El. | Votos                      | %                          | El.                        | Votos              | %                  |                    |
| ------------------- | --- | -------------------------- | -------------------------- | -------------------------- | ------------------ | ------------------ | ------------------ |
| Buenos Aires        |     | 174.007                    | 88,06                      |                            | 22.252             | 11,34              |                    |
| Capital Federal     |     | 47.751                     | 83,49                      |                            | 9.443              | 16.51              |                    |
| Catamarca           |     | 9.311                      | 92,49                      |                            | 756                | 7,51               |                    |
| Chaco               |     | 14.742                     | 41,87                      |                            | 20.467             | 58,13              |                    |
| Chubut              |     | 5.361                      | 89,39                      |                            | 636                | 10,61              |                    |
| Córdoba             |     | 130.458                    | 96,65                      |                            | 4.515              | 3,35               |                    |
| Corrientes          |     | 15.964                     | 85,64                      |                            | 2.676              | 14,36              |                    |
| Entre Ríos          |     | 27.554                     | 89,00                      |                            | 3.406              | 11,00              |                    |
| Formosa             |     | 21.365                     | 92,70                      |                            | 1.683              | 7,30               |                    |
| Jujuy               |     | 4.419                      | 90,59                      |                            | 459                | 9,41               |                    |
| La Pampa            |     | 4.859                      | 87,31                      |                            | 706                | 12,69              |                    |
| La Rioja            |     | 6.524                      | 96,49                      |                            | 237                | 3,51               |                    |
| Mendoza             |     | 23.126                     | 87,96                      |                            | 3.165              | 12,04              |                    |
| Misiones            |     | 22.315                     | 90,86                      |                            | 2.244              | 9,14               |                    |
| Neuquén             |     | 3.718                      | 88,84                      |                            | 467                | 11,16              |                    |
| Río Negro           |     | 18.414                     | 92,01                      |                            | 1.599              | 7,99               |                    |
| Salta               |     | 21.296                     | 90,86                      |                            | 2,141              | 9,14               |                    |
| San Juan            |     | 12.115                     | 89,77                      |                            | 1.381              | 10,23              |                    |
| San Luis            |     | 6.615                      | 90,28                      |                            | 712                | 9,72               |                    |
| Santa Cruz          |     | 4.230                      | 90,00                      |                            | 470                | 10,00              |                    |
| Santa Fe            |     | 86.615                     | 92,07                      |                            | 7.457              | 7,93               |                    |
| Santiago del Estero |     | 19.144                     | 93,76                      |                            | 1,273              | 6,24               |                    |
| Tierra del Fuego    |     | 634                        | 76,29                      |                            | 197                | 23,71              |                    |
| Tucumán             |     | 38.578                     | 91.08                      |                            | 3.776              | 8,92               |                    |
| Total               |     | 719.115                    | 88,64                      |                            | 92.118             | 11,36              |                    |

#### Elecciones generales
|                     |     | Menem/Duhalde (FREJUPO) | Menem/Duhalde (FREJUPO) | Menem/Duhalde (FREJUPO) | Angeloz/Casella-Guzmán (UCR + CFI) | Angeloz/Casella-Guzmán (UCR + CFI) | Angeloz/Casella-Guzmán (UCR + CFI) | Alsogaray/Natale (A. de Centro) | Alsogaray/Natale (A. de Centro) | Alsogaray/Natale (A. de Centro) | Otros partidos | Otros partidos | Otros partidos | Blancos/Nulos | Blancos/Nulos | Participación | Participación |
| Provincia           | El. | Votos                   | %                       | El.                     | Votos                              | %                                  | El.                                | Votos                           | %                               | El.                             | Votos          | %              | El.            | Votos         | %             | Votos         | %             |
| ------------------- | --- | ----------------------- | ----------------------- | ----------------------- | ---------------------------------- | ---------------------------------- | ---------------------------------- | ------------------------------- | ------------------------------- | ------------------------------- | -------------- | -------------- | -------------- | ------------- | ------------- | ------------- | ------------- |
| Buenos Aires        | 144 | 3.160.004               | 50,07                   | 77                      | 2.101.158                          | 33,29                              | 50                                 | 427.455                         | 6,77                            | 10                              | 622.370        | 9,86           | 7              | 120.661       | 1,88          | 6.431.648     | 87,07         |
| Capital Federal     | 54  | 749.409                 | 36,64                   | 21                      | 922.893                            | 45,13                              | 26                                 | 252.620                         | 12,35                           | 7                               | 120.269        | 5,88           | 0              | 30.139        | 1,45          | 2.075.330     | 85,73         |
| Catamarca           | 14  | 69.840                  | 55,15                   | 8                       | 50.970                             | 40,25                              | 6                                  | 1.236                           | 0,98                            | 0                               | 4.587          | 3,62           | 0              | 2.633         | 2,04          | 129.266       | 84,80         |
| Chaco               | 18  | 203.934                 | 52,23                   | 10                      | 150.885                            | 38,65                              | 7                                  | 7.419                           | 1,90                            | 0                               | 28.201         | 7,22           | 1              | 10.209        | 2,55          | 400.648       | 79,69         |
| Chubut              | 14  | 61.507                  | 42,71                   | 6                       | 65.930                             | 45,79                              | 7                                  | 10.115                          | 7,02                            | 1                               | 6.444          | 4,48           | 0              | 7.817         | 5,15          | 151.813       | 81,64         |
| Córdoba             | 40  | 686.193                 | 44,53                   | 19                      | 747.049                            | 48,48                              | 20                                 | 57.805                          | 3,75                            | 1                               | 49.932         | 3,24           | 0              | 23.165        | 1,48          | 1.564.144     | 86,65         |
| Corrientes          | 18  | 161.716                 | 42,04                   | 8                       | 107.013                            | 27.82                              | 5                                  | 111.374                         | 28,95                           | 5                               | 4.562          | 1,19           | 0              | 12.377        | 3,12          | 397.042       | 80,92         |
| Entre Ríos          | 22  | 291.070                 | 51,60                   | 12                      | 220.505                            | 39,09                              | 9                                  | 34.408                          | 6,10                            | 1                               | 18.141         | 3,22           | 0              | 7.730         | 1,35          | 571.854       | 86,62         |
| Formosa             | 14  | 95.407                  | 58,70                   | 8                       | 64.247                             | 39,53                              | 6                                  | 1.476                           | 0,91                            | 0                               | 1.394          | 0,86           | 0              | 2.528         | 1,53          | 165.052       | 81,35         |
| Jujuy               | 16  | 87.719                  | 42,47                   | 8                       | 77.317                             | 37,44                              | 7                                  | 2.712                           | 1,31                            | 0                               | 38.795         | 18,78          | 1              | 4.373         | 2,07          | 210.916       | 80,12         |
| La Pampa            | 14  | 74.344                  | 51,59                   | 8                       | 58.051                             | 40,28                              | 6                                  | 6.455                           | 4,48                            | 0                               | 5.261          | 3,65           | 0              | 2.428         | 1,66          | 146.539       | 88,51         |
| La Rioja            | 14  | 70.790                  | 67,14                   | 10                      | 30.269                             | 28,71                              | 4                                  | 1.498                           | 1,42                            | 0                               | 2.883          | 2,73           | 0              | 1.527         | 1,43          | 106.967       | 83,68         |
| Mendoza             | 24  | 294.042                 | 42,68                   | 11                      | 231.640                            | 33,62                              | 8                                  | 114.486                         | 16,62                           | 4                               | 48.781         | 7,08           | 1              | 27.490        | 3,84          | 716.439       | 86,63         |
| Misiones            | 18  | 165.331                 | 52,88                   | 11                      | 127.588                            | 40,80                              | 7                                  | 14.246                          | 4,56                            | 0                               | 5.496          | 1,76           | 0              | 6.912         | 2,16          | 319.573       | 79,69         |
| Neuquén             | 14  | 58.416                  | 39,44                   | 6                       | 43.387                             | 29,29                              | 4                                  | 5.772                           | 3,90                            | 0                               | 40.537         | 27,37          | 4              | 6.652         | 4,30          | 154.764       | 87,06         |
| Río Negro           | 14  | 94.826                  | 47,43                   | 7                       | 83.661                             | 41,85                              | 6                                  | 12.848                          | 6,43                            | 1                               | 8.593          | 4,30           | 0              | 8.209         | 3,94          | 208.137       | 85,17         |
| Salta               | 18  | 160.393                 | 44,01                   | 9                       | 171.417                            | 47,03                              | 9                                  | 11.111                          | 3,05                            | 0                               | 21.506         | 5,90           | 0              | 6.458         | 1,74          | 370.885       | 80,26         |
| San Juan            | 16  | 121.692                 | 46,55                   | 9                       | 76.658                             | 29,32                              | 5                                  | 15.982                          | 6,11                            | 1                               | 47.085         | 18,01          | 1              | 14.374        | 5,21          | 275.791       | 87,03         |
| San Luis            | 14  | 69.480                  | 49,24                   | 8                       | 59,266                             | 42,00                              | 6                                  | 5.066                           | 3,59                            | 0                               | 7.286          | 5,16           | 0              | 3.505         | 2,42          | 144.603       | 83,83         |
| Santa Cruz          | 14  | 34.756                  | 54,73                   | 8                       | 24.241                             | 38,17                              | 6                                  | 2.573                           | 4,05                            | 0                               | 1.939          | 3,05           | 0              | 906           | 1,41          | 64.415        | 80,13         |
| Santa Fe            | 42  | 809.082                 | 51,95                   | 24                      | 544.777                            | 34,98                              | 16                                 | 93.652                          | 6,01                            | 2                               | 109.793        | 7,05           | 0              | 32.207        | 2,03          | 1.589.511     | 86,79         |
| Santiago del Estero | 18  | 196.916                 | 64,16                   | 12                      | 92.824                             | 30,24                              | 6                                  | 2.001                           | 0,65                            | 0                               | 15.166         | 4,94           | 0              | 4.484         | 1,44          | 311.391       | 72,86         |
| Tierra del Fuego    | 4   | 12.263                  | 42,68                   | 2                       | 11.204                             | 39,00                              | 2                                  | 2.404                           | 8,37                            | 0                               | 2.860          | 9,95           | 0              | 1.144         | 3,83          | 29.875        | 70,26         |
| Tucumán             | 22  | 228.388                 | 41,49                   | 10                      | 150.267                            | 27,30                              | 6                                  | 5.458                           | 0,99                            | 0                               | 166.340        | 30,22          | 6              | 4.564         | 0,82          | 555.017       | 80,85         |
| Total               | 600 | 7.957.518               | 48,51                   | 312                     | 6.213.217                          | 37,10                              | 234                                | 1.200.172                       | 7,17                            | 33                              | 1.381.548      | 8,25           | 21             | 342.492       | 2,00          | 17.091.620    | 85,31         |